# Brotula

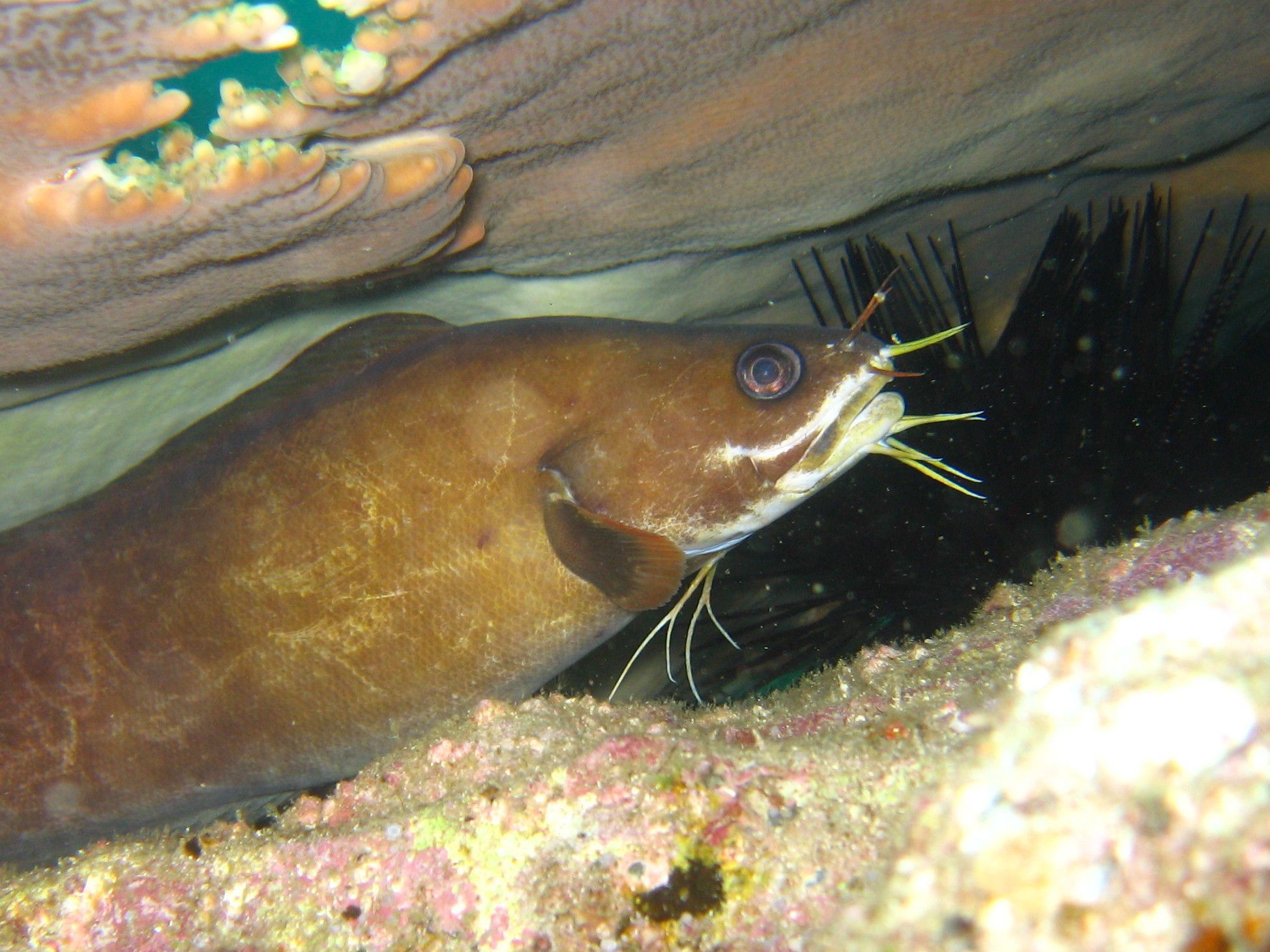
B. multibarbata

Brotula es un género de peces marinos actinopeterigios, el único de la subfamilia Brotulinae, distribuidos por aguas tropicales del océano Pacífico, océano Atlántico y océano Índico.

## Especies
Existen seis especies reconocidas en este género:
- Brotula barbata (Bloch y Schneider, 1801) - Brótula de barbas o Perla barbuda.
- Brotula clarkae Hubbs, 1944 - Congrio rosado, Corvina de roca o Lengua rosada.
- Brotula flaviviridis Greenfield, 2005
- Brotula multibarbata Temminck y Schlegel, 1846 - Brótula barba-de-carnero o Rape bocanegra.
- Brotula ordwayi Hildebrand y Barton, 1949 - Lengua pintada, Chilindrina o Corvina aguada.
- Brotula townsendi Fowler, 1900 - Brótula de Townsend.